# Festival Grandes Marées
 (décembre 2021).
 (juillet 2022).
Le Festival Grandes Marées (anciennement Jazz en Baie) est un festival annuel musical de la Manche, en France, créé en 2009 qui a lieu en été sur de multiples scènes installées dans plusieurs villes de la côte manchoise de la baie du Mont-Saint-Michel. Il réunit 24 238 spectateurs en 2023. D'abord spécialisé dans la musique de jazz, il s'ouvre progressivement davantage aux musiques actuelles. Chaque année, plus de trente artistes se représentent sur huit jours.
Pour 2020, le festival perd le nom "Jazz en Baie" pour devenir "Festival Grandes Marées".

## Historique
À l'origine du festival, l'association "Les fuites de jazz" qui devient ensuite "Baie en scène" fondée en août 2008 par Pierre Betton et Thierry Joly organisaient de nombreux concerts de jazz dans le Sud Manche. En août 2009, une série de trois concerts avait animé la saison estivale à Champeaux.
Le format du festival est lancé en août 2010 avec 13 concerts dans huit communes sous chapiteaux, en salles ou en plein-air notamment dans le jardin Dior à Granville. Il réunit pour sa première édition 10 000 spectateurs.
Le festival monte en puissance l'année suivante (2011) avec 37 représentations dont 22 concerts gratuits avec des jauges plus grandes pour atteindre en 2019 1 600 places et près de 25 000 spectateurs.
Plusieurs artistes nationaux et internationaux se sont produits dans le cadre de leur tournée estivale comme Michel Jonasz, Eagle Eye Cherry, Dee Dee Bridgewater, Selah Sue, Jimmy Cliff, Stephan Eicher.
Plusieurs scènes sont installées comme à Carolles plage, à Saint-Pair-Sur-Mer, dans les jardins du musée Christian Dior à Granville, à Genêts, sur la place de la mairie à Avranches et sur les grèves du Mont Saint Michel en face du rocher Tombelaine.

## Programmation
| Édition | Date                                      | Fréquentation                             | Artistes notables |
| ------- | ----------------------------------------- | ----------------------------------------- | --- |
| 2010    | 14 au 21 août                             | 5 000                                     | André Ceccarelli, Sylvain Luc, Laurent de Wilde, Sylvain Beuf, China Moses, Peter King, Manuel Rocheman, Christian Garros Big Band, Mourad Benhammou |
| 2011    | 13 au 20 août                             | 6 500                                     | Rhoda Scott & La Velle, Steve Grossman Quartet, Richard Galliano, Jacky Terrasson Trio, Anne Paceo, Dominique Fillon, Richard Galliano, Nina Attal |
| 2012    | 11 au 19 août                             | 8 000                                     | Christian Escoudé, Kyle Eastwood, Stéphane Belmondo, Robin McKelle, Folmer-Humair-Liebman |
| 2013    | 9 au 18 août                              | 12 000                                    | Manu Katché, Flavio Boltro, Sanseverino, Tânia Maria, China Moses, Trilok Gurtu, Kellylee Evans, Pee Wee Ellis, Linda Lee Hopkins, Rosario Giuliani, Nils Petter Molvær, Electro Deluxe |
| 2014    | 5 au 16 août                              | 15 200                                    | Dee Dee Bridgewater, Thomas Dutronc, Earth Wind & Fire, André Ceccarelli, Roy Hargrove, Avishai Cohen, Éric Legnini, Hugh Coltman & Mamani Keïta, Big Daddy Wilson, Franck Avitabile, Steve Grossman, Jacky Terrasson & Stéphane Belmondo, Dan Tepfer, Airelle Besson, Nelson Veras, Sylvain Beuf / Pierre Bertrand (saxophoniste) / Denis Leloup / Stéphane Huchard invite Didier Lockwood, Malted Milk |
| 2015    | 5 au 16 août                              | 20 000                                    | Jimmy Cliff, Eliane Elias, Dhafer Youssef, Richard Galliano, Monty Alexander, Yuri Buenaventura, Jean-Jacques Milteau, Maurane, Riccardo Del Fra, Brooklyn Funk Essentials, Antonio Faraò, Eddie Gómez / Biréli Lagrène, Yilian Cañizares, Nina Attal, André Ceccarelli |
| 2016    | 5 au 15 août                              | 18 000                                    | Lucky Peterson, Maceo Parker, Stanley Clarke, Dianne Reeves, Kyle Eastwood, Robin McKelle, Rhoda Scott, Electro Deluxe, Lisa Simone, Benny Golson, Erik Truffaz, Dianne Reeves, Benny Golson, Malted Milk, Scratchophone Orchestra, Antiloop |
| 2017    | 2 au 13 août                              | 23 000                                    | Popa Chubby, Gregory Porter, trio Jean-Luc Ponty-Biréli Lagrène-Kyle Eastwood, Michel Jonasz, Kenny Garrett, Sarah MacKenzie, Imany, Eric Bibb, Jean-Jacques Milteau, Ben l'Oncle Soul, Roberto Fonseca, Breakbot, Too Many Zooz, Angelo Debarre, Laurent Coulondre |
| 2018    | 25 juillet au 05 août                     | 25 000                                    | Melody Gardot, Selah Sue, Marcus Miller, Keziah Jones, Arthur H, Stephan Eicher remplacé par Axel Bauer, China Moses, Kimberose, Mike Stern, Hugh Coltman, Hyphen Hyphen, Delgrès, Trio Zephyr, Paco Sery, Julie Erikssen, Mac Declos, Gritz |
| 2019    | 24 juillet au 4 août                      | 25 000                                    | Melody Gardot, Bernard Lavilliers, Stephan Eicher, Charlie Winston, Thomas Dutronc, Pink Martini, Eagle-Eye Cherry, Jeanne Added, Hocus Pocus, Richard Bona, Sylvain Luc et André Ceccarelli, |
| 2020    | Annulé à cause de la pandémie de Covid-19 | Annulé à cause de la pandémie de Covid-19 | Annulé à cause de la pandémie de Covid-19 |
| 2021    | 24 juillet au 1er août                    | 17 000                                    | Véronique Sanson, Michel Jonasz, Catherine Ringer, Jean-Louis Aubert, Vianney, Selah Sue, Deluxe, Izia, Paul Personne, Ayo, Astonvilla, Ben, Hervé, Clou, Boulevard des airs, Janie |
| 2022    | 23 au 31 juillet                          | 23 162                                    | Jane Birkin, Kool and The Gang, Feu ! Chatterton, Mika, Gaëtan Roussel, MC Solaar, Grand Corps Malade, The Dire Straits Experience, Barbara Pravi, Hubert-Félix Thiéfaine, Gaël Faye, Terrenoire |
| 2023    | 22 au 30 juillet                          | 23 000                                    | Louis Bertignac, Franz Ferdinand, Benjamin Biolay, Arthur H, Zazie, Pomme, Ibrahim Maalouf, Imany, Hyphen Hyphen, Orchestre national du jazz (ONJ), Skip the Use, Talisco |
| 2024    | 20 au 28 juillet                          | 19 237                                    | Pascal Obispo, Francis Cabrel, Jain, Olivia Ruiz, Martin Solveig, Cali, Keane, Dionysos, The Orchid, Blond, Kyo, Claude Capéo, Aime Simone, Charlotte Cardin, Yamê, Lulu Van Trapp, Jacuzzi |